# Schweizerische Gesellschaft für Geschichte
Die Schweizerische Gesellschaft für Geschichte (SGG) ist der Dachverband der Schweizer Historiker. Sie wurde am 7. April 2001 als Rechtsnachfolgerin der Allgemeinen Geschichtforschenden Gesellschaft der Schweiz (AGGS) gegründet. Sie versteht sich als Drehscheibe der schweizerischen Geschichtswissenschaft. Die SGG ist Mitglied im Comité International des Sciences Historiques (CISH).

## Geschichte
Im Jahr 1811 wurde in Bern die Schweizerische Geschichtforschende Gesellschaft ins Leben gerufen. Initiant dafür war der Berner Schultheiss Niklaus Friedrich von Mülinen, dessen Grossvater Friedrich von Mülinen den Grundstein zur umfangreichen Bibliothek und Handschriftensammlung der Mülinen legte. Niklaus Friedrich von Mülinen blieb bis zu seinem Tod 1833 als Präsident im Amt und verfasste zahlreiche Beiträge für den „Geschichtsforscher“, das Publikationsorgan der Gesellschaft. Da sich der Kreis der Mitglieder jedoch nie weit über Bern hinaus erstreckte, erlosch die Gesellschaft nach Mülinens Tod wieder.
Die Allgemeine Geschichtforschende Gesellschaft wurde am 25. September 1841 gegründet. Die Anregung stammte vom Gelehrten Johann Caspar Zellweger, der als Geschichtsschreiber des Appenzeller Volkes galt.
Urban Winistörfer war ebenfalls ein Mitbegründer. Die Gesellschaft sollte sich der Geschichtswissenschaft auf einer gesamtschweizerischen Ebene und Editionsprojekten widmen, wurde aber schon in der Gründungsphase in die Politik einbezogen. Bis in die jüngere Vergangenheit trafen sich die Mitglieder einzig zu den Jahresversammlungen. Eine Reform der Statuten gab 1977 die Möglichkeit, Fachsektionen zu bilden. Eine weitere Reform der Statuten führte 2001 zur Neufirmierung unter dem aktuellen Namen Schweizerische Gesellschaft für Geschichte.
Bisherige Präsidenten der SGG resp. der AGGS waren:
1854 – 1893: Georg von Wyss (1816–1893)
1894 – 1922: Gerold Meyer von Knonau (1843–1931)
1922 – 1926: Victor van Berchem (1864–1938)
1926 – 1928: Wilhelm Vischer (1861–1928)
1928 – 1946: Hans Nabholz (1874–1961)
1946 – 1952: Paul Roth (1896–1961)
1953 – 1956: Paul E. Martin (1883–1969)
1956 – 1960: Oskar Vasella (1904–1966)
1960 – 1965: Henri Meylan (1900–1978)
1965 – 1971: Gottfried Boesch (1915–1983)
1971 – 1977: Louis-Edouard Roulet (1917–1996)
1977 – 1983: Andreas Staehelin (1926–2002)
1983 – 1989: Alain Dubois (1932–2008)
1989 – 1995: Beatrix Mesmer (1931–2015)
1995 – 1998: Yves Collart (1930–2014)
1998 – 2004: Guy P. Marchal (1938–2020)
2004 – 2013: Regina Wecker (* 1944)
2014 –       : Sacha Zala (* 1968)

## Ziel und Struktur
Der Verein hat zum Ziel:
- die Geschichtswissenschaft in der Schweiz zu fördern
- die Vermittlung der Forschungsergebnisse zu unterstützen
- die historische Bildung in der Schweiz zu fördern

Der Gesellschaftsrat ist das leitende Organ der Gesellschaft, der operative Teil wird vom Generalsekretariat ausgeführt.
Die verschiedenen Aufgaben obliegen fünf Abteilungen:
1. Wissenschaftspolitik – Internationale Beziehungen
2. Tagungen
3. Grundlagenerschliessung
4. Berufsinteressen
5. Kommunikation – Internet

Gesamtschweizerische historische Vereine oder nichtuniversitäre Forschungseinrichtungen können sich der SGG als Sektion anschliessen. Diese besondere Form der Mitgliedschaft wird vertraglich festgelegt. Die Sektionen sind mit beratender Stimme im Gesellschaftsrat vertreten.
Sektionen sind:
- Schweizerische Gesellschaft für Familienforschung
- Schweizerische Gesellschaft für Wirtschafts- und Sozialgeschichte
- Schweizerische Vereinigung für Militärgeschichte und Militärwissenschaft
- Verein Geschichte und Informatik
- Verein Schweizerischer Archivarinnen und Archivare
- Verein Schweizerischer Geschichtslehrerinnen und Geschichtslehrer (VSGs)
- Verein der Schweizerischen Geschichtsstudierenden
- Verein  Traverse (Herausgeber der gleichnamigen Zeitschrift)
- Vereinigung für Schweizerische Kirchengeschichte

## Publikationsorgane
- Schweizerische Zeitschrift für Geschichte
- Itinera
- Bulletin SGG